# نويفا لوخا، لاغو أغريو
نويفا لوخا، لاغو أغريو (بالإسبانية: Nueva Loja )‏ هي مدينة، في الإكوادور، تقع في مقاطعة سوكومبيوس، وكانتون لاغو أغريو، هي عاصمة مقاطعة سوكومبيوس، بلغ عدد سكانها 48,562 نسمة وذلك حسب إحصائيات سنة 2010، رمزها البريدي هو EC210150.

## مدن توأم
المدن التوأم:
- إكيتوس.

## أعلام
- جيوفاني نازارينو
- أنتونيو فالنسيا